# Radio Tunis
Radio Tunis, appelée Radio nationale tunisienne (arabe : الإذاعة الوطنية التونسية) ou Radio de la République tunisienne (إذاعة الجمهورية التونسية), fondée en octobre 1938, est la principale station de radio publique de Tunisie dont les bureaux sont situés à Tunis.

## Histoire

### Contexte
La radiodiffusion se développe tardivement en Tunisie avec l'apparition de postes privés émettant depuis Sfax et Bizerte dès 1935 puis Tunis dès 1937. Néanmoins, leur caractère aléatoire incline les auditeurs à se brancher sur la BBC, Radio Rome, Radio Toulouse, Radio Alger, Radio-Paris ou Radio Bari.
Les multiples projets de radio conçus dans les années 1930 trouvent leur aboutissement avec la signature, le 15 octobre 1938, d'une convention entre les gouvernements français et tunisien créant une radio d'État gérée par l'administration française et baptisée Radio Tunis-PTT. Le gouvernement Blum confie alors la direction de la radio au poète surréaliste Philippe Soupault qui met sur pied un programme destiné aussi bien aux Français de Tunisie qu'aux Tunisiens.
Le but premier de la station selon Léon Blum est « de contribuer au rayonnement de la pensée française dans toute l'Afrique du Nord ». Elle vise aussi à résister à la propagande mussolinienne que les radios italiennes déversent sur la Tunisie.

### Lancement
C'est dans un climat politique difficile que Soupault arrive à Tunis, le lancement de la radio étant à l'origine de violentes polémiques à Paris et Tunis. Ainsi, La Dépêche tunisienne voit en celle-ci un concurrent et un adversaire du protectorat alors que Tunis socialiste se réjouit de la nomination de Soupault au vu des attaques lancées contre lui. En effet, les partisans du protectorat reprochent le manque de nationalisme de la station qui ne propage pas « la bonne parole française en terre d'islam ».
Le 15 octobre 1938, le ministre français des PTT, Jules Julien, débarque donc à Tunis pour inaugurer la nouvelle radio. Il est accueilli à 17h00 par Soupault et Othmane Kaâk, responsable des programmes arabophones, les speakers Raymond Petit, Nourreddine Ben Mahmoud et Mahjoub Ben Miled, le journaliste Abdelaziz El Aroui ou encore Mustapha Bouchoucha, directeur artistique de la radio arabophone.
En plein ramadan, la première fonction de la radio est d'annoncer, par un coup de canon, la rupture du jeûne et de lancer l'appel à la prière. Figurent alors au programme de la musique, des bulletins des actualités françaises et de l'empire colonial, des émissions littéraires pour enfants conçues par le poète Ahmed Kheireddine, des émissions sportives, des revues de la presse européenne, des feuilletons radiophoniques et des rubriques agricole, littéraire et médicale,. Des versets du Coran sont également lus à l'ouverture des programmes à 6h00 et à la fermeture des programmes à 23h00. La majorité des émissions sont en français mais sont aussi diffusées en arabe et en italien. Radio Tunis-PTT est rebaptisée Radio Tunis en 1939. La même année, l'installation d'un second studio permet une diffusion séparée et simultanée des émissions en arabe (actuelle Radio nationale) et en français (actuelle RTCI).

### Évolutions
Fondée avec le souci de faire entendre la pluralité, le quotidien et les différences de la Tunisie, Radio Tunis connaît un succès populaire immédiat auprès des Tunisiens — les détournant des programmes en arabe de Radio Berlin — et s'attache un public varié, ne parvenant toutefois pas à s'imposer parmi les Français de Tunisie. Dans le domaine musical, Mustapha Bouchoucha assure des auditions et contrôle les chansons qui passent à l'antenne, veillant à ce que la présence des chanteurs tunisiens soit régulière avec trois à quatre concerts diffusés chaque jour. Cela permet à beaucoup d'artistes de se faire connaître à travers le pays.
Toutefois, malgré la volonté de bien faire, la radio reste cloisonnée entre sa section française et sa section arabe et la polémique que suscitent des nominations comme celle de Soupault ou de Serge Moati (père de l'homonyme) attire du même coup l'animosité de la droite et de l'extrême droite dont la pression augmente avec le succès des dictatures en Europe et l'institution du régime de Vichy. Soupault est finalement arrêté en 1940 par la milice du résident général Jean-Pierre Esteva, le 12 mars 1942, pour haute trahison. Après huit mois de prison, il fuit vers Alger. Le 7 mai 1943, alors que le pays est libéré par les troupes alliées, un émetteur de Radio Tunis est saboté par les troupes allemandes et les émissions ne reprennent que le 16 juillet.

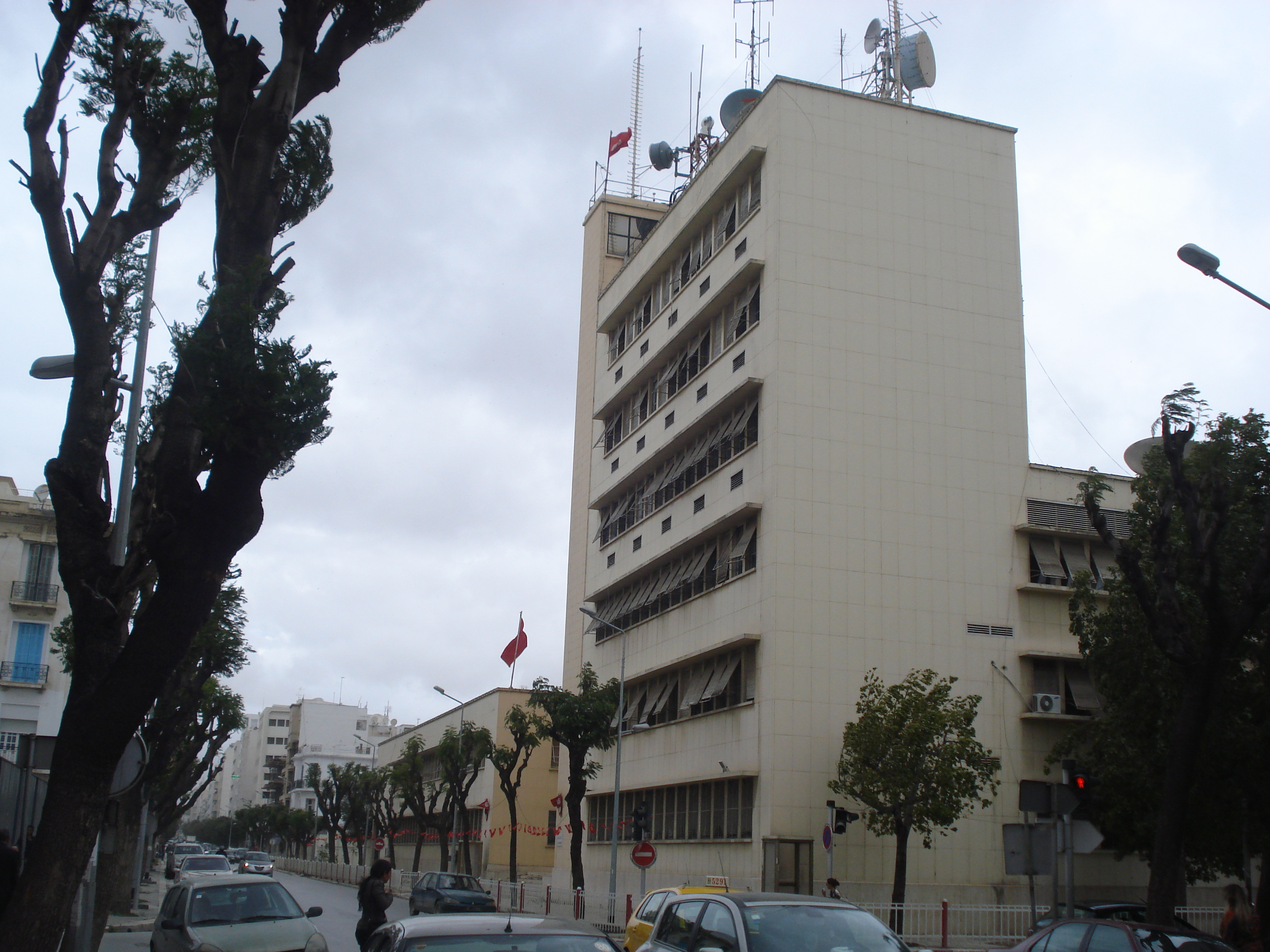
Maison de la radio tunisienne depuis 1954.

Après la guerre, le 16 juillet 1945, la convention établissant Radio Tunis est renouvelée. En 1954, Radio Tunis déménage dans ses nouveaux locaux de l'avenue de la Liberté comptant à l'époque neuf studios dont un studio-théâtre. 
En mai 1959 est lancé le service en ondes courtes vers l'étranger.

## Émissions
Trois autres stations occupent actuellement le même local que Radio Tunis et produisent leurs émissions dans 10 studios :
- Radio Tunis chaîne internationale
- Radio Jeunes
- Radio Tunisie Culture

## Homonymie
Une station de radio privée, appelée Radio Tunis, est lancée le 21 janvier 1937. Elle est rebaptisée Radio Carthage le 16 juin 1939 pour ne pas la confondre avec la radio officielle.

## Filmographie
- Philippe Soupault à Tunis, film de Frédéric Mitterrand, Les Films F.M., Paris, 1996.